# Promintho sungayana
Promintho sungayana là một loài ruồi trong họ Tachinidae.